# Rotafolio

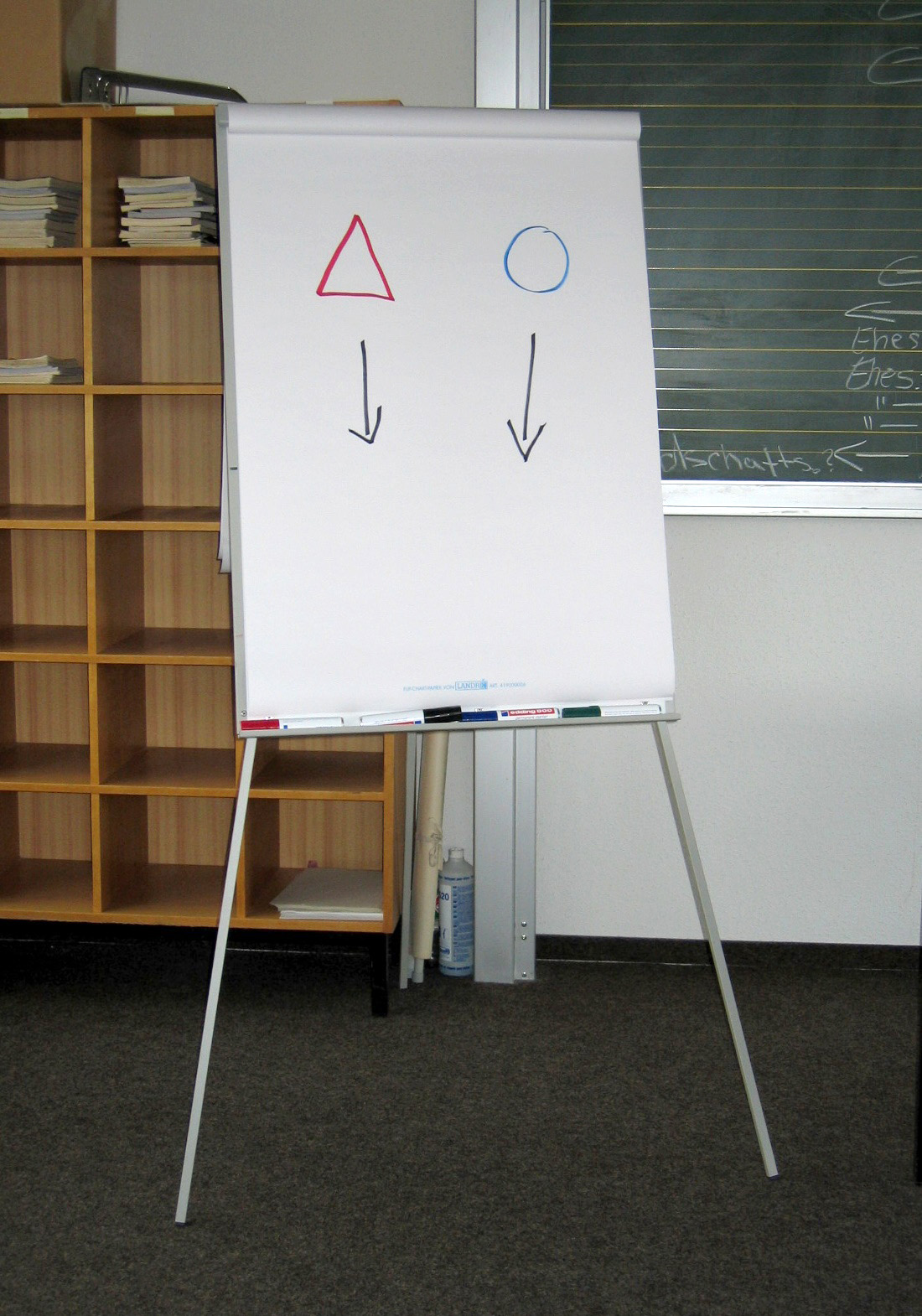
Rotafolio.

Un rotafolio, o papelógrafo, es un instrumento usado para la presentación de información en hojas grandes de papel, típicamente del formato A1. Consiste normalmente de un pizarrón blanco montado en un caballete, y sobre el cual se fija un bloc de papel, sujeto al caballete/pizarrón con argollas, cintas o tachuelas. El rotafolio consta de una placa grande (generalmente magnética) y tiene un clip para el papel de rotafolio en la parte superior y una bandeja de rotuladores en la parte inferior y un soporte extensible (a veces con ruedas). La mayoría de los rotafolios también tienen uno o dos brazos "plegables" en la parte superior de la parte posterior, que se pueden usar para pegar etiquetas que ya han sido etiquetadas con imanes o cinta adhesiva. El soporte generalmente tiene tres patas o una sola columna, que generalmente se puede ajustar en longitud.
Según la disposición de las hojas, se clasifica como:
- Rotafolio simple
- Rotafolio de hojas invertidas
- Rotafolio doble
- Rotafolio tipo libro
- Rotafolio invertido

## Historia
La primera patente conocida de un rotafolio está fechada el 8 de mayo de 1913. El primer uso registrado de un rotafolio proviene de una fotografía de 1912 de John Henry Patterson. El rotafolio que se conoce actualmente (en una pizarra pequeña) fue inventado por Peter Kent en la década de 1970. Kent fue el fundador y CEO del grupo de comunicaciones visuales Nobo PLC.

## Ventajas
- Permite organizar las ideas conforme a la dinámica y secuencia del pensamiento.
- Promueve y sostiene la atención de los espectadores.
- Favorece el análisis y la síntesis de los contenidos informativos.
- Facilita el control del auditorio.
- Evita divagaciones, redundancias y errores.
- Proporciona suspenso e impacto psicológico.
- Permite repetir la información cuantas veces sea necesaria.
- Es fácil de transportar y manipular.
- No requiere preparación técnica especial del instructor.
- Es económico y amplio.
- El material se puede guardar.
- Permite la espontaneidad.
- No hay demoras en su preparación.